# Championnats du monde de gymnastique rythmique 1993

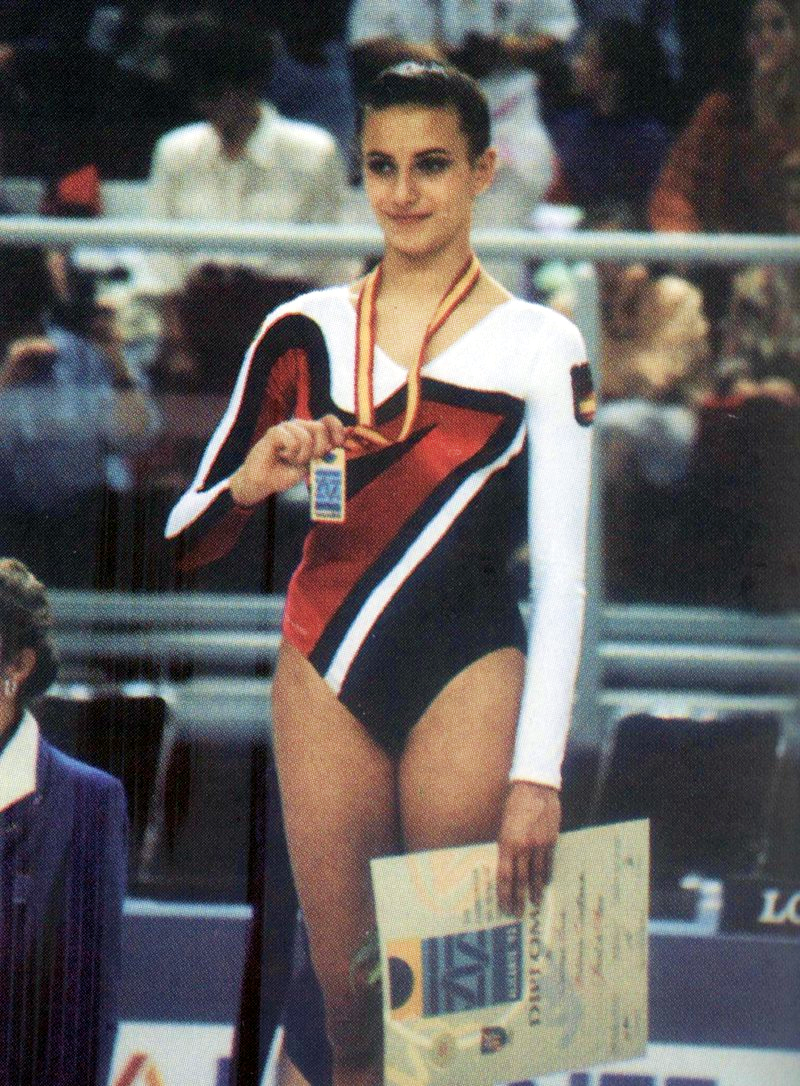
Carmen Acedo avec sa médaille de bronze en massues.

Les XVIIe championnats du monde de gymnastique rythmique se sont tenus à Alicante en Espagne du 4 au 7 novembre 1993.

## Épreuves individuelles

### Concours général individuel
| Rang | Nation | Gymnaste                 | Points |
| ---- | ------ | ------------------------ | ------ |
| 1    |        | Maria Petrova            | 38.975 |
| 2    |        | Ekaterina Serebrianskaya | 38.775 |
| 3    |        | Amina Zaripova           | 38.400 |

### Corde
| Rang | Nation | Gymnaste                 | Points |
| ---- | ------ | ------------------------ | ------ |
| 1    |        | Ekaterina Serebrianskaya | 9.775  |
| 2    |        | Julia Rosliakova         | 9.650  |
| 3    |        | Youlia Baitcheva         | 9.500  |
| 4    |        | Branimira Dimitrova      | 9.450  |
| 5    |        | Rosabel Espinosa         | 9.350  |
| 5    |        | Amaya Cardenoso          | 9.350  |
| 5    |        | Magdalena Brzeska        | 9.350  |
| 8    |        | Elena Shumskaya          | 9.325  |

### Ballon
| Rang | Nation | Gymnaste                 | Points |
| ---- | ------ | ------------------------ | ------ |
| 1    |        | Maria Petrova            | 9.800  |
| 2    |        | Elena Vitrichenko        | 9.675  |
| 3    |        | Julia Rosliakova         | 9.650  |
| 3    |        | Ekaterina Serebrianskaya | 9.650  |
| 5    |        | Tatiana Ogrizko          | 9.625  |
| 5    |        | Carmen Acedo             | 9.625  |
| 7    |        | Amina Zaripova           | 9.600  |
| 8    |        | Carolina Pascual         | 9.575  |

### Cerceau
| Rang | Nation | Gymnaste                 | Points |
| ---- | ------ | ------------------------ | ------ |
| 1    |        | Maria Petrova            | 9.825  |
| 2    |        | Ekaterina Serebrianskaya | 9.725  |
| 3    |        | Elena Vitrichenko        | 9.650  |
| 4    |        | Julia Rosliakova         | 9.625  |
| 5    |        | Tatiana Ogrizko          | 9.600  |
| 5    |        | Carolina Pascual         | 9.600  |
| 7    |        | Amina Zaripova           | 9.575  |
| 8    |        | Yulia Baycheva           | 9.550  |

### Ruban
| Rang | Nation | Gymnaste                 | Points |
| ---- | ------ | ------------------------ | ------ |
| 1    |        | Tatiana Ogrizko          | 9.775  |
| 1    |        | Maria Petrova            | 9.775  |
| 3    |        | Ekaterina Serebrianskaya | 9.750  |
| 4    |        | Carolina Pascual         | 9.725  |
| 4    |        | Carmen Acedo             | 9.725  |
| 6    |        | Elena Vitrichenko        | 9.675  |
| 7    |        | Amina Zaripova           | 9.625  |
| 8    |        | Branimira Dimitrova      | 9.550  |

### Massues
| Rang | Nation      | Gymnaste          | Points |
| ---- | ----------- | ----------------- | ------ |
| 1    | Espagne     | Carmen Acedo      | 9.775  |
| 2    | Espagne     | Carolina Pascual  | 9.675  |
| 3    | Biélorussie | Tatiana Ogrizko   | 9.650  |
| 3    | Bulgarie    | Maria Petrova     | 9.650  |
| 3    | Ukraine     | Elena Vitrichenko | 9.650  |
| 6    | Russie      | Julia Rosliakova  | 9.600  |
| 7    | Russie      | Amina Zaripova    | 9.525  |
| 8    | Bulgarie    | Yulia Baycheva    | 9.500  |

## Concours général par équipe
| Rang | Nation       | Total  |
| ---- | ------------ | ------ |
| 1    | Bulgarie     | 94.750 |
| 2    | Ukraine      | 94.400 |
| 3    | Russie       | 94.200 |
| 4    | Espagne      | 93.900 |
| 5    | Biélorussie  | 92.200 |
| 6    | Allemagne    | 89.800 |
| 7    | Corée du Sud | 89.475 |
| 8    | Japon        | 89.150 |